# Béost
Béost (prononcer [beɔst]) est une commune française, située dans le département des Pyrénées-Atlantiques en région Nouvelle-Aquitaine.

## Géographie

### Localisation
La commune de Béost se trouve dans le département des Pyrénées-Atlantiques, en région Nouvelle-Aquitaine.
Elle se situe à 38 km par la route de Pau, préfecture du département, et à 33 km d'Oloron-Sainte-Marie, sous-préfecture.
Les communes les plus proches sont : 
Louvie-Soubiron (0,7 km), Laruns (1,3 km), Eaux-Bonnes (2,9 km), Aste-Béon (3,3 km), Gère-Bélesten (3,7 km), Bielle (7,0 km), Bilhères (7,8 km), Castet (8,5 km).
Sur le plan historique et culturel, Béost fait partie de la province du Béarn, qui fut également un État et qui présente une unité historique et culturelle à laquelle s’oppose une diversité frappante de paysages au relief tourmenté.

### Communes limitrophes
Les communes limitrophes sont  Arbéost, Arrens-Marsous, Eaux-Bonnes, Laruns et Louvie-Soubiron.
|        | Louvie-Soubiron |                                  |
| Laruns | Béost           | Arbéost (Hautes-Pyrénées)        |
|        | Eaux-Bonnes     | Arrens-Marsous (Hautes-Pyrénées) |

### Paysages et relief

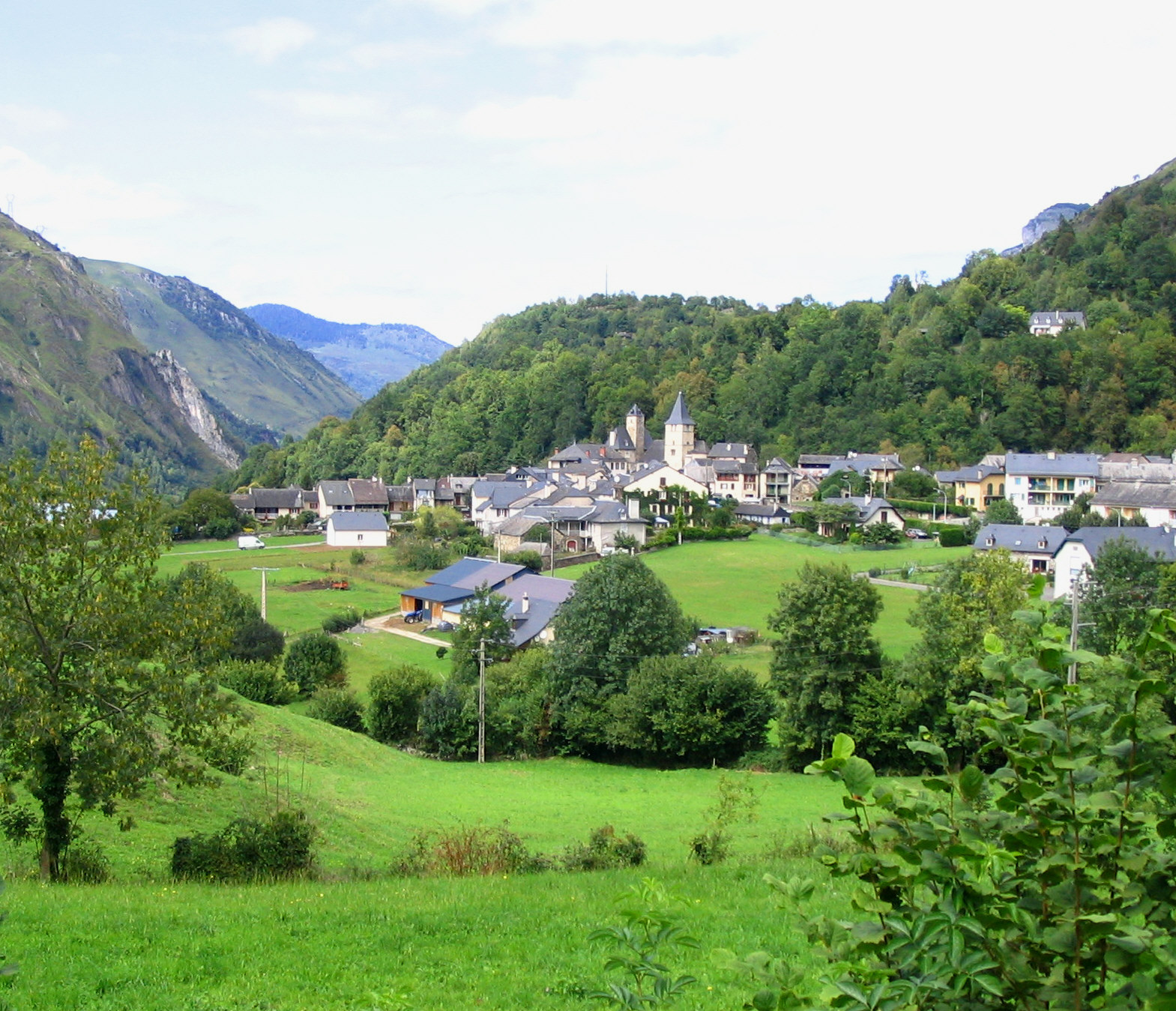
Le village de Béost dans la vallée d'Ossau.

L'ancien plan parcellaire de potagers, vergers et prairies de fauche reste encore visible. Il assurait la transition entre le village groupé et la zone de montagne.

### Hydrographie
La commune est traversée l'Ouzoum (affluent du gave de Pau) et ses affluents :
- l'arrèc d'Arbaze
- le ruisseau le Baudès et son affluent :
  - l'arrèc de Lagnères
- l'arrèc de Groute et son affluent :
  - l'arrèc Arrendau et son affluent :
    - l'arrèc de Hournatèche
- le ruisseau le Laussiès

La commune est également arrosée par le ruisseau le Canceigt (10 km en France), affluent du gave d'Ossau :
- l'arrèc de Badeigs
- l'arrèc de Carbouéras
- l'arrèc Gros
- l'arrèc de Serrémédat

Deux affluents du Valentin, lui-même affluent du gave d'Ossau, traversent la commune :
- le ruisseau le cély et son affluent :
  - l'arrèc l'Arcascou
- le ruisseau de Portaig

### Climat
Pour des articles plus généraux, voir Climat de la Nouvelle-Aquitaine et Climat des Pyrénées-Atlantiques.
Historiquement, la commune est exposée à un climat de montagne.  
En 2020, Météo-France publie une typologie des climats de la France métropolitaine dans laquelle la commune est toujours exposée à un climat de montagne et est dans la région climatique Pyrénées atlantiques, caractérisée par une pluviométrie élevée (>1 200 mm/an) en toutes saisons, des hivers très doux (7,5 °C en plaine) et des vents faibles.
Pour la période 1971-2000, la température annuelle moyenne est de 10,7 °C, avec une amplitude thermique annuelle de 14 °C. Le cumul annuel moyen de précipitations est de 1 443 mm, avec 11,4 jours de précipitations en janvier et 9,3 jours en juillet. Pour la période 1991-2020, la température moyenne annuelle observée sur la station météorologique la plus proche, située sur la commune d'Arbéost à 10 km à vol d'oiseau, est de 10,2 °C et le cumul annuel moyen de précipitations est de 1 411,1 mm,. Pour l'avenir, les paramètres climatiques de la commune estimés pour 2050 selon différents scénarios d’émission de gaz à effet de serre sont consultables sur un site dédié publié par Météo-France en novembre 2022.

### Milieux naturels et biodiversité

#### Réseau Natura 2000
Le réseau Natura 2000 est un réseau écologique européen de sites naturels d'intérêt écologique élaboré à partir des Directives « Habitats » et « Oiseaux », constitué de zones spéciales de conservation (ZSC) et de zones de protection spéciale (ZPS).
Deux sites Natura 2000 ont été définis sur la commune au titre de la « directive Habitats », : 
- « le gave d'Ossau », d'une superficie de 2 300 ha, un vaste réseau de torrents d'altitude et de cours d'eau de coteaux à très bonne qualité des eaux[16] ;
- le « massif du Moulle de Jaout », d'une superficie de 16 350 ha, abritant en particulier six espèces rares, menacées à l’échelle mondiale. Certaines de ces espèces comme le Géranium de Bilhère ne se rencontrent qu’en Haut Béarn. D’autres, comme la Bartsie en épi (Northobartsia spicata), qui ne se rencontre en Béarn que sur le massif de Jaout, lui confèrent toute son originalité)[17] ;

et une au titre de la « directive Oiseaux », : 
- les « pènes du Moulle de Jaout », d'une superficie de 4 399 ha, un vaste ensemble montagneux comprenant des falaises exposées à l'Ouest, caractérisée par des habitats ouverts, forestiers et rupestres pyrénéens typiques favorisant la présence d'espèces ornithologiques majeures[18].

#### Zones naturelles d'intérêt écologique, faunistique et floristique
L’inventaire des zones naturelles d'intérêt écologique, faunistique et floristique (ZNIEFF) a pour objectif de réaliser une couverture des zones les plus intéressantes sur le plan écologique, essentiellement dans la perspective d’améliorer la connaissance du patrimoine naturel national et de fournir aux différents décideurs un outil d’aide à la prise en compte de l’environnement dans l’aménagement du territoire.
Quatre ZNIEFF de type 1 sont recensées sur la commune, : 
- les « landes et pelouses subalpines à alpines du mont Laid au Grand Gabizos, pelouses montagnardes du vallon de l'Arrec d'Arbaze et du cirque du Litor » (868,96 ha)[20] ;
- le « massif montagneux entre Argelès-Gazost et l'Ouzom » (6 108,08 ha), couvrant 12 communes dont 1 dans les Pyrénées-Atlantiques et 11 dans les Hautes-Pyrénées[21] ;
- le « réseau hydrographique du gave d'Ossau à l'amont d'arudy et ses rives » (586,79 ha), couvrant 12 communes du département[22] ;
- le « versant est du Gabizos » (3 107,5 ha), couvrant 3 communes dont 1 dans les Pyrénées-Atlantiques et 2 dans les Hautes-Pyrénées[23] ;

et six ZNIEFF de type 2,, : 
- les « bassins versants amont de l'Ouzom (rive gauche) et du Béez » (9 662,23 ha), couvrant 4 communes du département[24] ;
- les « massifs calcaires de l'Estibète, du Granquet et du Pibeste, forêt de Très Crouts, vallée du Bergons et crêtes » (17 870,6 ha), couvrant 24 communes dont 3 dans les Pyrénées-Atlantiques et 21 dans les Hautes-Pyrénées[25] ;
- le « réseau hydrographique du gave de Pau et ses annexes hydrauliques » (3 000,84 ha), couvrant 71 communes dont 10 dans les Landes, 59 dans les Pyrénées-Atlantiques et 2 dans les Hautes-Pyrénées[26];
- le « réseau hydrographique du gave d'Oloron et de ses affluents » (6 885,32 ha), couvrant 114 communes dont 2 dans les Landes et 112 dans les Pyrénées-Atlantiques[27];
- le « val d´Azun et Haute vallée du gave de Cauterets » (35 378,21 ha), couvrant 22 communes dont 1 dans les Pyrénées-Atlantiques et 21 dans les Hautes-Pyrénées[28] ;
- la « vallée d'Ossau » (43 624,41 ha), couvrant 13 communes du département[29].

## Urbanisme

### Typologie
Au 1er janvier 2024, Béost est catégorisée commune rurale à habitat dispersé, selon la nouvelle grille communale de densité à sept niveaux définie par l'Insee en 2022.
Elle est située hors unité urbaine et hors attraction des villes,.

### Occupation des sols

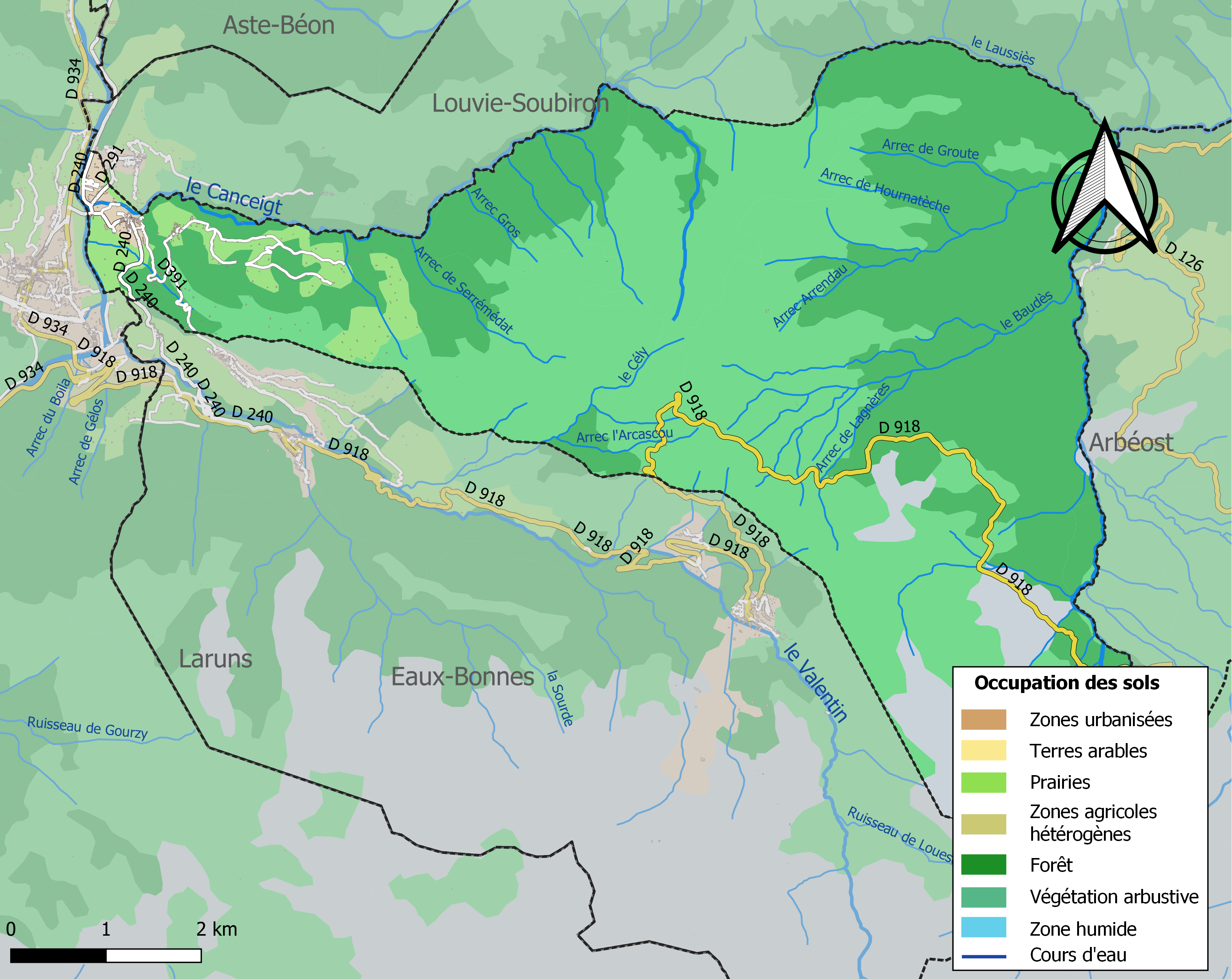
Carte des infrastructures et de l'occupation des sols de la commune en 2018 (CLC).

L'occupation des sols de la commune, telle qu'elle ressort de la base de données européenne d’occupation biophysique des sols Corine Land Cover (CLC), est marquée par l'importance des forêts et milieux semi-naturels (96 % en 2018), en augmentation par rapport à 1990 (94,9 %). La répartition détaillée en 2018 est la suivante : 
milieux à végétation arbustive et/ou herbacée (44,9 %), forêts (39,8 %), espaces ouverts, sans ou avec peu de végétation (11,3 %), prairies (3,4 %), zones urbanisées (0,6 %). L'évolution de l’occupation des sols de la commune et de ses infrastructures peut être observée sur les différentes représentations cartographiques du territoire : la carte de Cassini (XVIIIe siècle), la carte d'état-major (1820-1866) et les cartes ou photos aériennes de l'IGN pour la période actuelle (1950 à aujourd'hui).

### Lieux-dits et hameaux
- Bois d'Andreyt ;
- Hameau de Bagès.

### Risques majeurs
Le territoire de la commune de Béost est vulnérable à différents aléas naturels : météorologiques (tempête, orage, neige, grand froid, canicule ou sécheresse), inondations, feux de forêts, mouvements de terrains, avalanche  et séisme (sismicité moyenne). Il est également exposé à un risque technologique, la rupture d'un barrage, et à un risque particulier : le risque de radon. Un site publié par le BRGM permet d'évaluer simplement et rapidement les risques d'un bien localisé soit par son adresse soit par le numéro de sa parcelle.

#### Risques naturels
Certaines parties du territoire communal sont susceptibles d’être affectées par le risque d’inondation par une crue torrentielle ou à montée rapide de cours d'eau, notamment le gave d'Oloron, l'Ouzoum et le Canceigt. La commune a été reconnue en état de catastrophe naturelle au titre des dommages causés par les inondations et coulées de boue survenues en 1982, 2009, 2019 et 2021,.
Béost est exposée au risque de feu de forêt. En 2020, le premier plan de protection des forêts contre les incendies (PDPFCI) a été adopté pour la période 2020-2030. La réglementation des usages du feu à l’air libre et les obligations légales de débroussaillement dans le département des Pyrénées-Atlantiques font l'objet d'une consultation de public ouverte du 16 septembre au 7 octobre 2022,.
Les mouvements de terrains susceptibles de se produire sur la commune sont des mouvements de sols liés à la présence d'argile et des affaissements et effondrements liés aux cavités souterraines (hors mines). Afin de mieux appréhender le risque d’affaissement de terrain, un inventaire national permet de localiser les éventuelles cavités souterraines sur la commune.

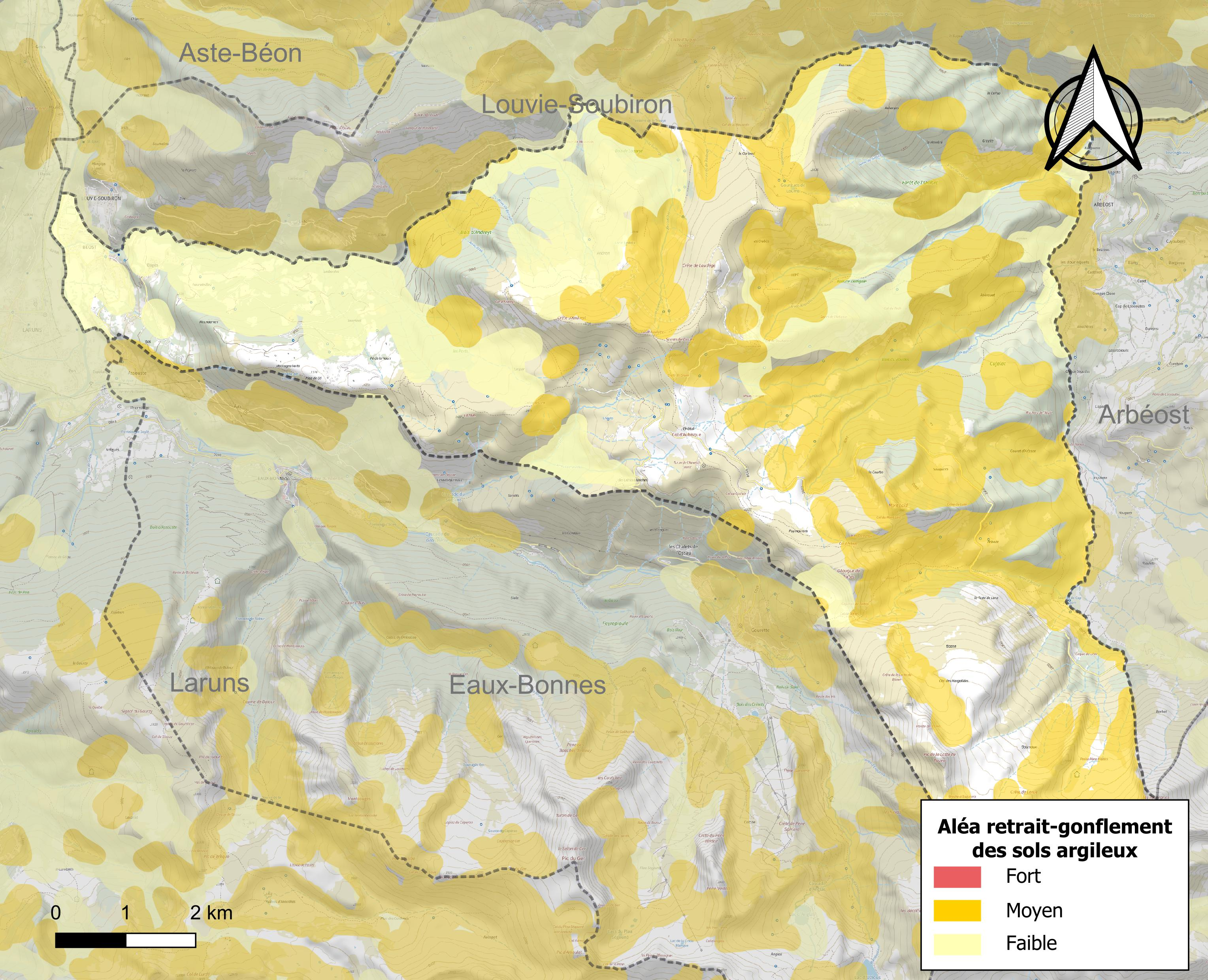
Carte des zones d'aléa retrait-gonflement des sols argileux de Béost.

Le retrait-gonflement des sols argileux est susceptible d'engendrer des dommages importants aux bâtiments en cas d’alternance de périodes de sécheresse et de pluie. 38,4 % de la superficie communale est en aléa moyen ou fort (59 % au niveau départemental et 48,5 % au niveau national). Depuis le 1er octobre 2020, en application de la loi ELAN, différentes contraintes s'imposent aux vendeurs, maîtres d'ouvrages ou constructeurs de biens situés dans une zone classée en aléa moyen ou fort,.
La commune est exposée aux risques d'avalanche. Les habitants exposés à ce risque doivent se renseigner, en mairie, de l’existence d’un plan de prévention des risques avalanches (PPRA). Le cas échéant, identifier les mesures applicables à l'habitation, identifier, au sein de l'habitation, la pièce avec la façade la moins exposée à l’aléa pouvant faire office, au besoin, de zone de confinement et équiper cette pièce avec un kit de situation d’urgence,.

#### Risque technologique
La commune est en outre située en aval de barrages de classe A. À ce titre elle est susceptible d’être touchée par l’onde de submersion consécutive à la rupture de cet ouvrage.

#### Risque particulier
Dans plusieurs parties du territoire national, le radon, accumulé dans certains logements ou autres locaux, peut constituer une source significative d’exposition de la population aux rayonnements ionisants. Selon la classification de 2018, la commune de Béost est classée en zone 2, à savoir zone à potentiel radon faible mais sur lesquelles des facteurs géologiques particuliers peuvent faciliter le transfert du radon vers les bâtiments.

## Toponymie
Le toponyme Béost apparaît sous sa forme actuelle en 1355 (cartulaire d'Ossau ou livre rouge) et sous la forme 
Sanctus Jacobus de Béost (1654, insinuations du diocèse d'Oloron).
Son nom béarnais est Biost ou Bioust.
Le Bois d'Andreyt est mentionné en 1863 dans le dictionnaire topographique Béarn-Pays basque.

## Histoire
En 1385, Béost comptait 25 feux et 7 à Bagès et dépendait du bailliage d'Ossau.
Paul Raymond note que la commune comptait une abbaye laïque, vassale de la vicomté de Béarn.

## Politique et administration
| Période | Période | Identité                  | Étiquette | Qualité |
| ------- | ------- | ------------------------- | --------- | ------- |
| 1995    | 2001    | Marcel Mazza              |           |         |
| 2001    | 2008    | Roger Bélesta-Labourdette |           |         |
| 2008    | 2014    | Roger Bélesta-Labourdette |           |         |

### Intercommunalité
La commune fait partie de trois structures intercommunales :
- la communauté de communes de la Vallée d'Ossau ;
- le SIVU pour la construction de la maison de retraite du Haut-Ossau ;
- le syndicat mixte du Haut-Béarn.

La commune fait partie du Pays d'Oloron et du Haut-Béarn.

## Population et société

### Démographie
Le gentilé est Beostois.
L'évolution du nombre d'habitants est connue à travers les recensements de la population effectués dans la commune depuis 1793. Pour les communes de moins de 10 000 habitants, une enquête de recensement portant sur toute la population est réalisée tous les cinq ans, les populations de référence des années intermédiaires étant quant à elles estimées par interpolation ou extrapolation. Pour la commune, le premier recensement exhaustif entrant dans le cadre du nouveau dispositif a été réalisé en 2007.

En 2022, la commune comptait 228 habitants, en évolution de +4,11 % par rapport à 2016 (Pyrénées-Atlantiques : +3,78 %, France hors Mayotte : +2,11 %).
| 1793 | 1800 | 1806 | 1821 | 1831 | 1836 | 1841 | 1846 | 1851 |
| ---- | ---- | ---- | ---- | ---- | ---- | ---- | ---- | ---- |
| 427  | 314  | 400  | 404  | 410  | 402  | 390  | 353  | 326  |

| 1856 | 1861 | 1866 | 1872 | 1876 | 1881 | 1886 | 1891 | 1896 |
| ---- | ---- | ---- | ---- | ---- | ---- | ---- | ---- | ---- |
| 384  | 378  | 384  | 373  | 371  | 358  | 348  | 323  | 316  |

| 1901 | 1906 | 1911 | 1921 | 1926 | 1931 | 1936 | 1946 | 1954 |
| ---- | ---- | ---- | ---- | ---- | ---- | ---- | ---- | ---- |
| 309  | 311  | 286  | 299  | 272  | 263  | 268  | 250  | 242  |

| 1962 | 1968 | 1975 | 1982 | 1990 | 1999 | 2006 | 2007 | 2012 |
| ---- | ---- | ---- | ---- | ---- | ---- | ---- | ---- | ---- |
| 284  | 275  | 229  | 219  | 204  | 197  | 210  | 212  | 217  |

| 2017 | 2022 | - | - | - | - | - | - | - |
| ---- | ---- | - | - | - | - | - | - | - |
| 217  | 228  | - | - | - | - | - | - | - |

## Économie
L'économie de la commune est essentiellement orientée vers l'agriculture et l'élevage. La fabrication de fromages fermiers est également une des ressources de la commune. La commune fait partie de la zone d'appellation de l'ossau-iraty.
Béost exploite les forêts par l'intermédiaire de l'Office National des Forêts. Le village accueille les touristes avec son camping, la colonie de vacances et les gites présents.

## Culture locale et patrimoine

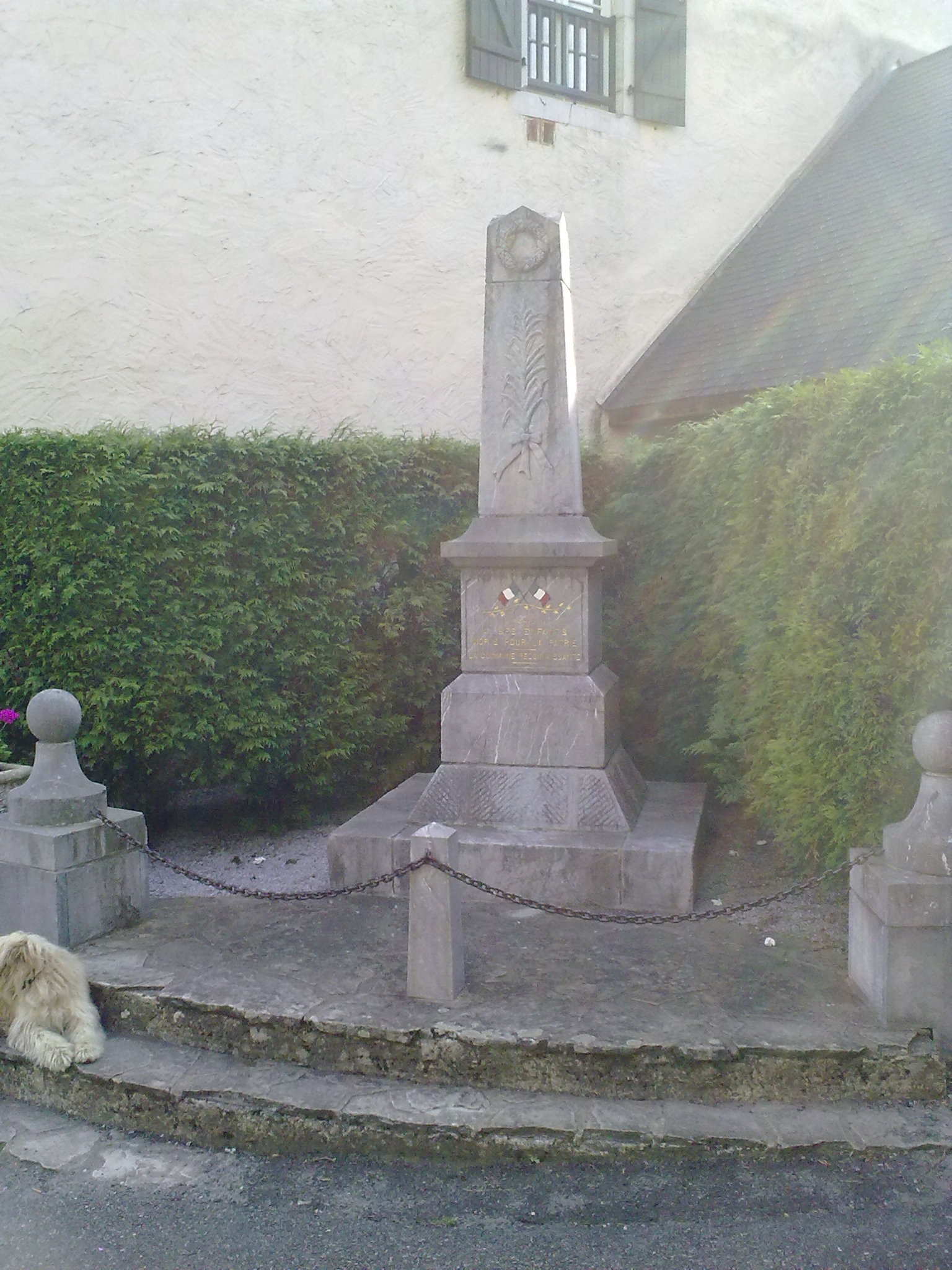
Monument aux morts de Béost.
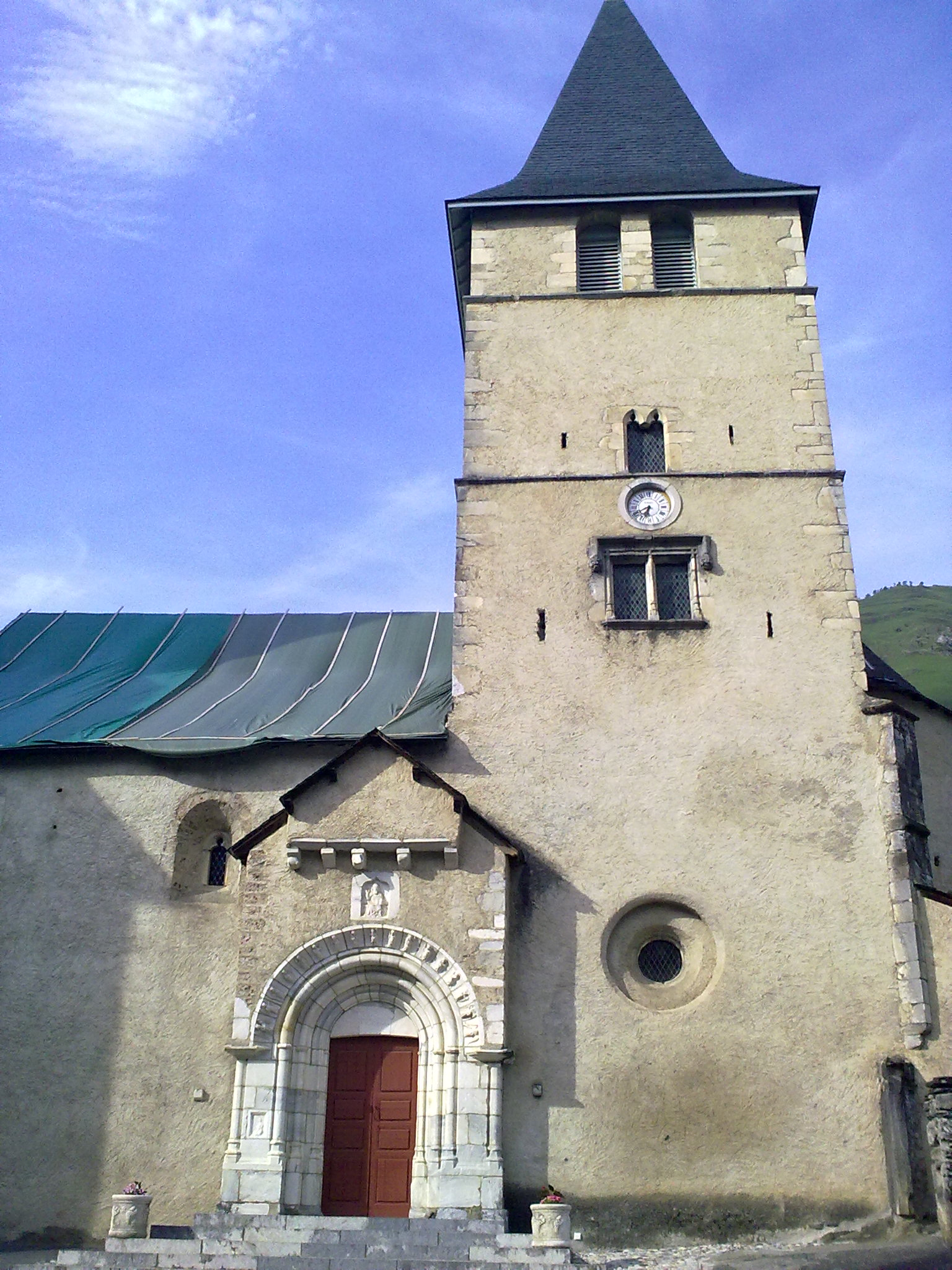
Église de Béost.
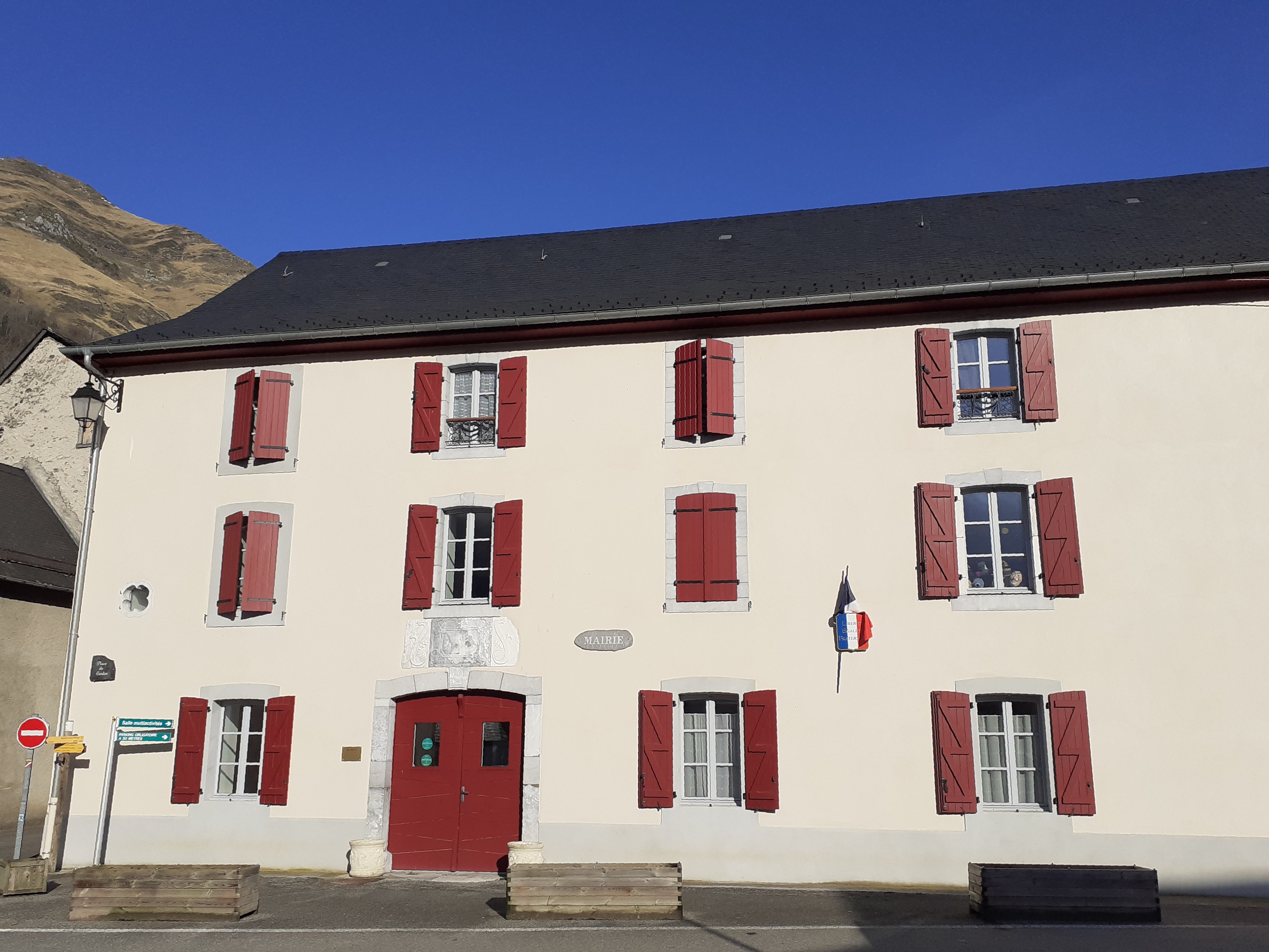
Mairie de Beost

### Patrimoine civil
- Château de Béost : attenant à l'église. Cette ancienne abbaye laïque du XIIe siècle était une étape des pèlerins de Saint-Jacques. Elle devint au XVIe siècle une demeure seigneuriale dite château d’Aramitz, mousquetaire du roi et parent de la famille d’Espalungue[60]. La mère du fameux Mousquetaire, Catherine de Rague d'Espalungue s'était mariée avec Charles d'Aramits, Mousquetaire lui aussi. Ils ont eu un fils: Henri, l'un des personnages que le romancier Alexandre Dumas a fait entrer dans la légende. Le château appartient à l'association Los Auzelets qui se charge de le restaurer (chantiers de jeunes bénévoles).

### Patrimoine religieux
- Église Saint-Jacques-le-Majeur datant des XIIe et XIIIe siècles : cette église pyrénéenne comporte un portail de marbre blanc et des retables classés des XVIe et XVIIIe siècles. Elle a fait l'objet d'une restauration complète au XIXe siècle. En 1968, un ossuaire d'une trentaine de squelettes humains fut découvert dans les combles du clocher. De source populaire, ils sont associés aux restes d'un groupe de pèlerins morts de la peste en 1602.

### La légende de Clara la Dame au Châle

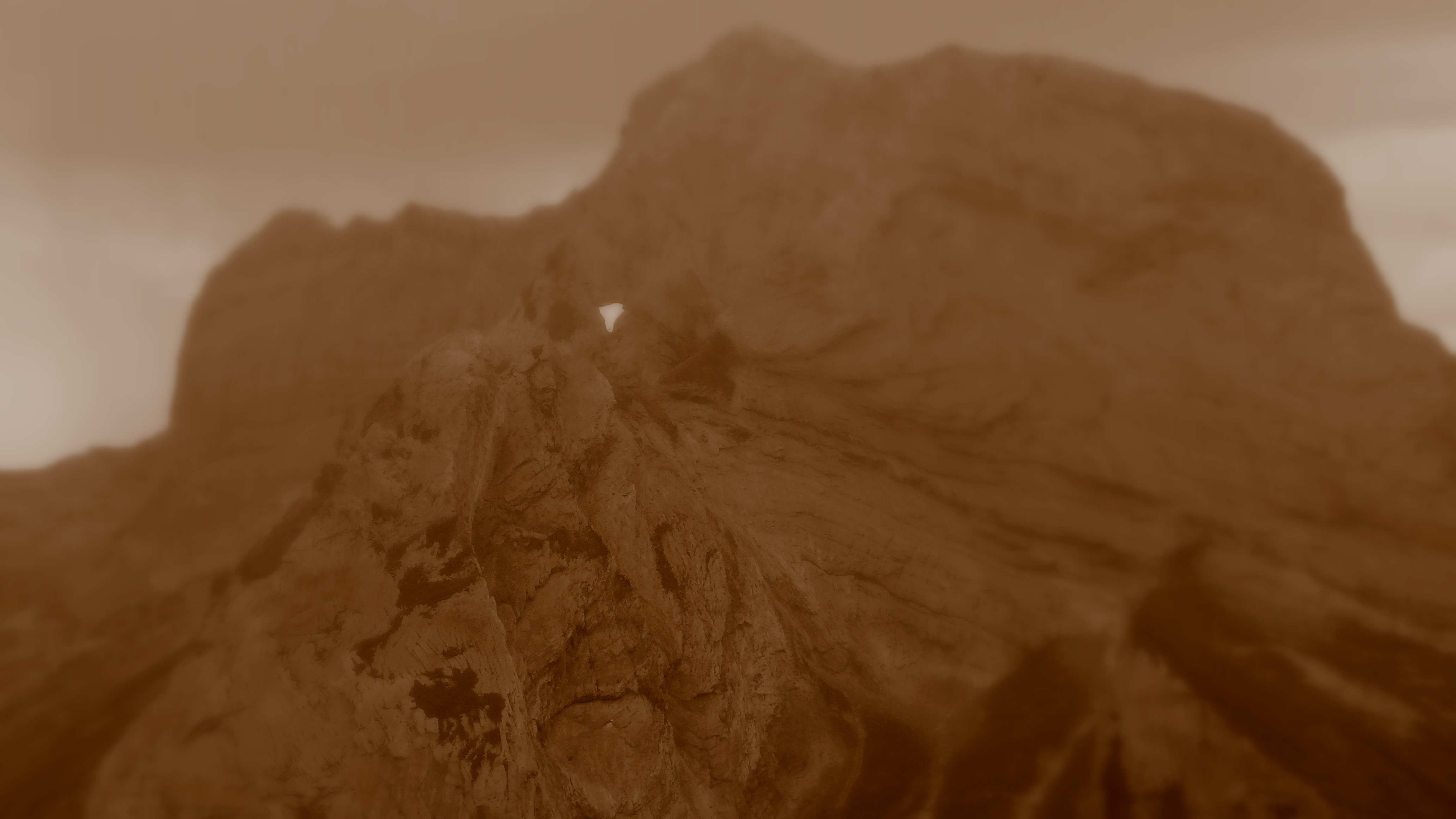
Pic de Ger et la Dame au Châle.

Il se dit dans la zone pastorale, et de passage par le col d'Aubisque, qu'une très veille dame, dénommée Clara, fut surprise à plus de deux mille mètres d'altitude par le froid et la neige. Simplement couverte d'un châle épais et marchant d'un bâton, elle fut surprise par un ours également désemparé. De peur elle lui jeta si fort son bâton qu'elle transperça le pic de Ger à près de 2 500 mètres d'altitude. L'ours apeuré pris la poudre d'escampette. Ce moment d'histoire locale, sans doute empreint de réalité non sourcée, est toujours gravé dans la pierre. En effet, sous le sommet du pic de Ger, le trou subsiste toujours et en son contrebas le visage de la dame avec son châle et les lèvres toutes gercées par le froid.

## Équipements
La commune possède une école Calandreta (Calandreta aussalesa de Béost) depuis 1997.

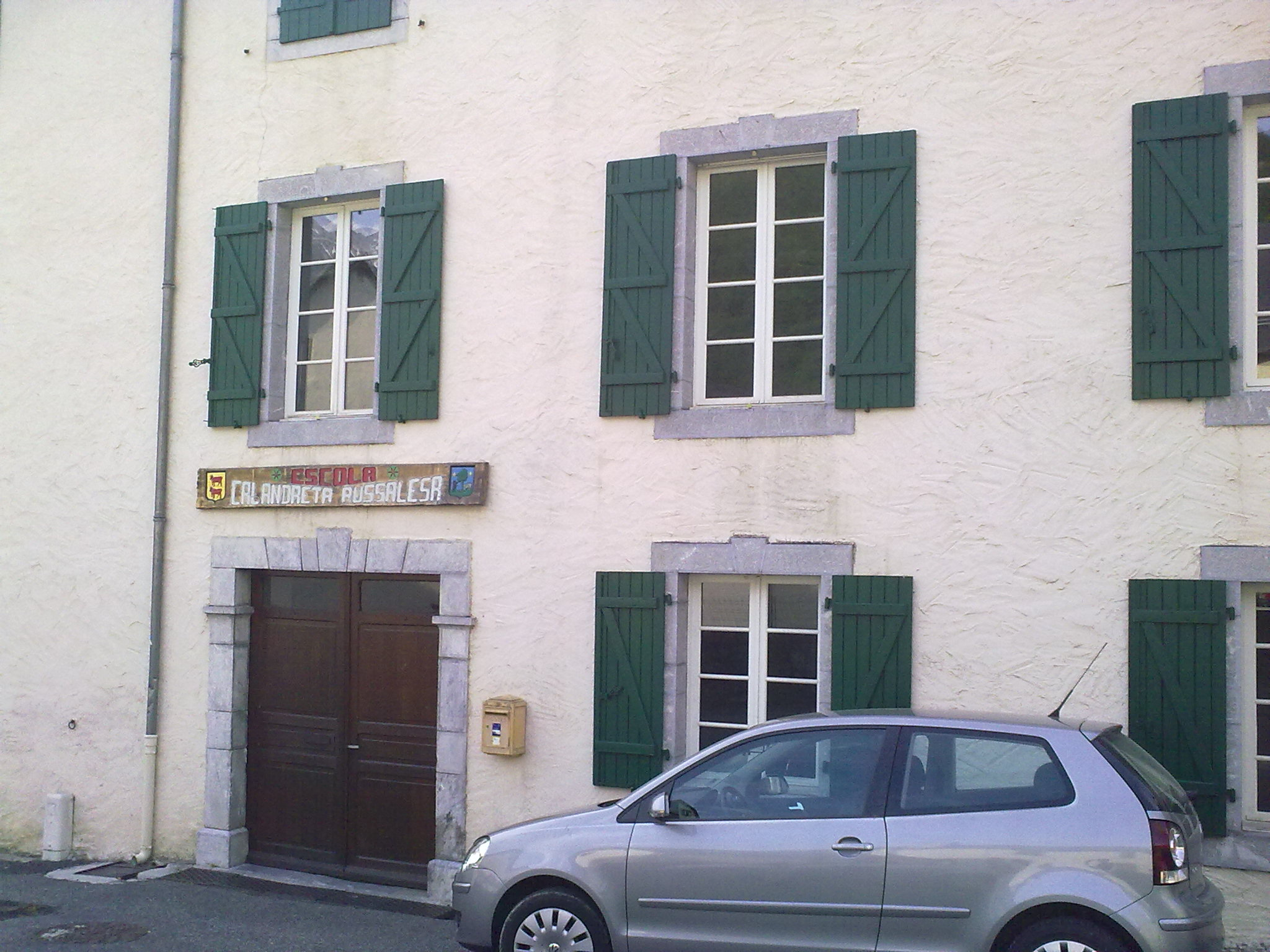
École Calandreta de Béost.

## Personnalités liées à la commune
- Pierrine Gaston-Sacaze (1797-1893) fut un berger et un botaniste né au hameau de Bagès, au-dessus de Béost.
- Robert Brefeil (1913-1962) fut un éminent folkloriste de la vallée d'Ossau. Il mit en musique un nombre important de danses.

## Galerie

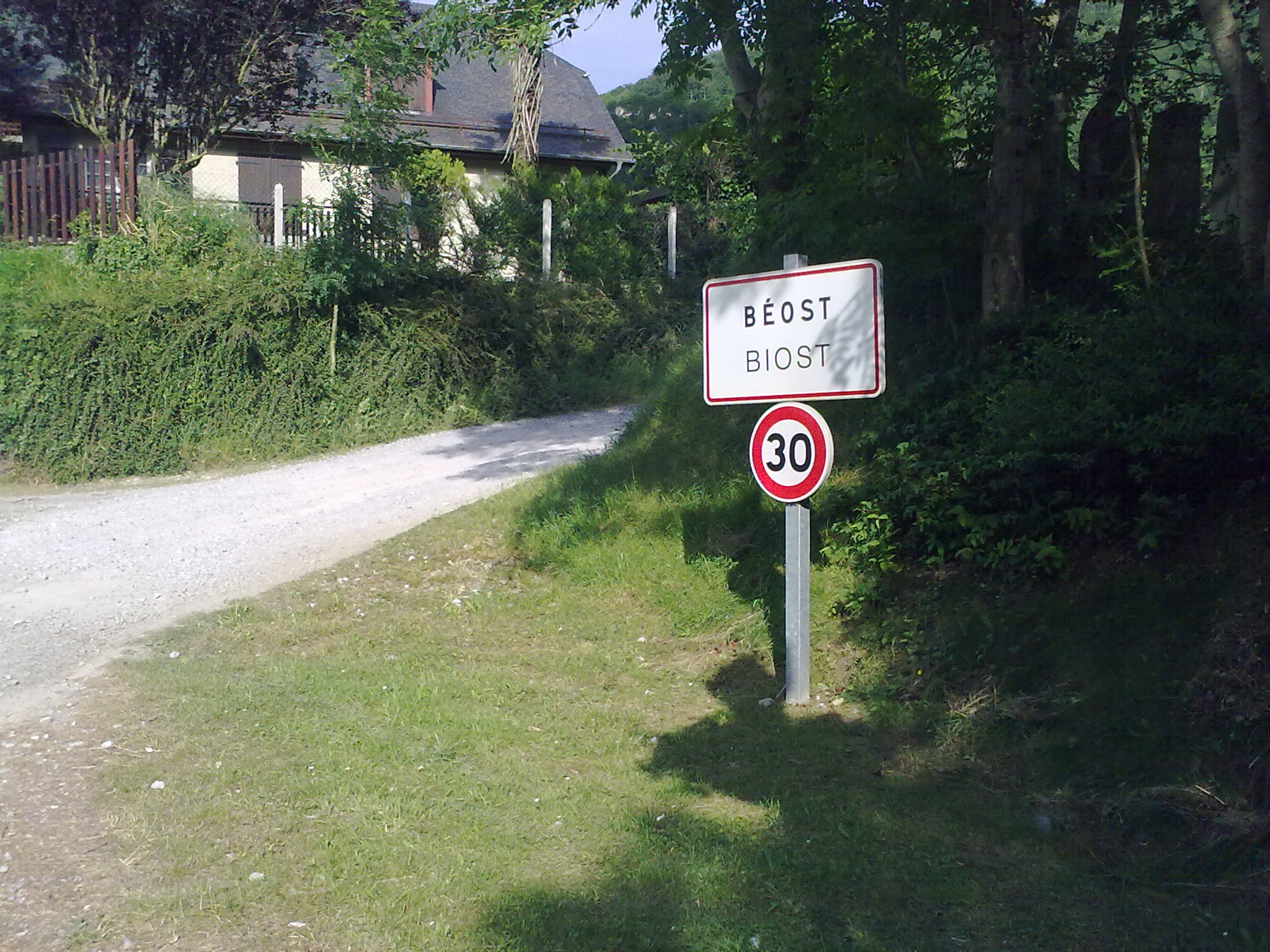
Entrée dans Béost.
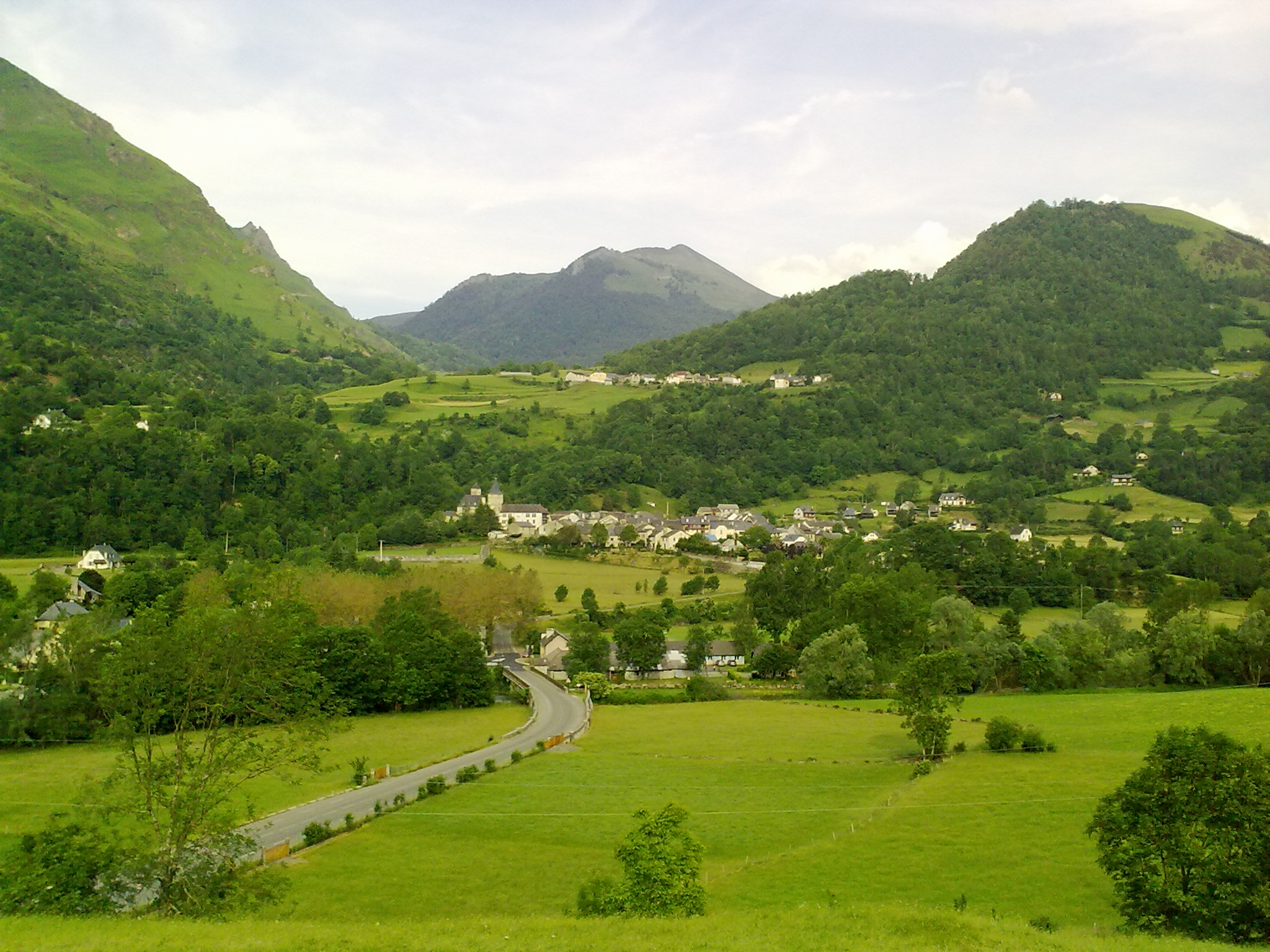
Béost depuis Laruns.
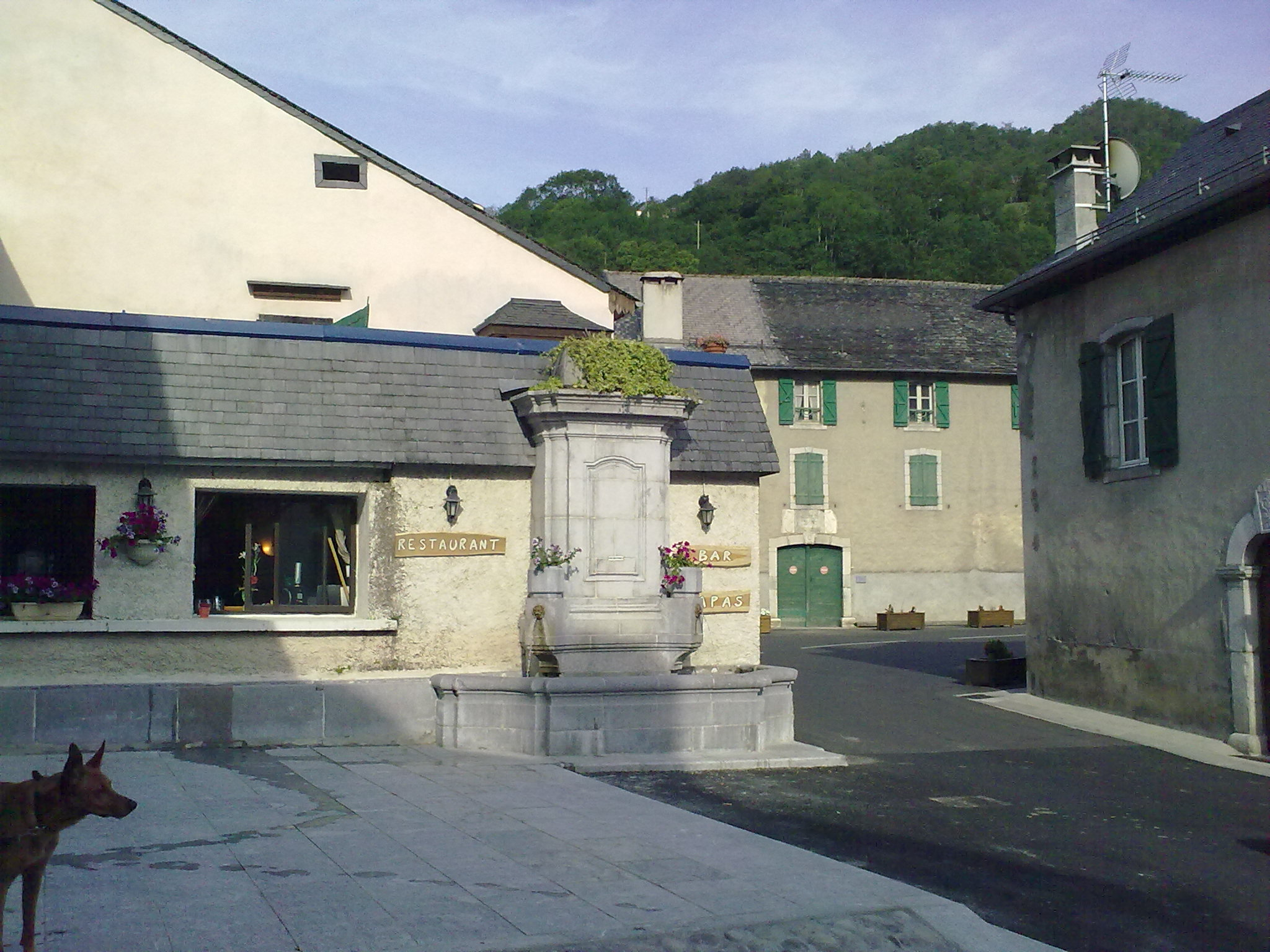
Une fontaine dans le centre de Béost.
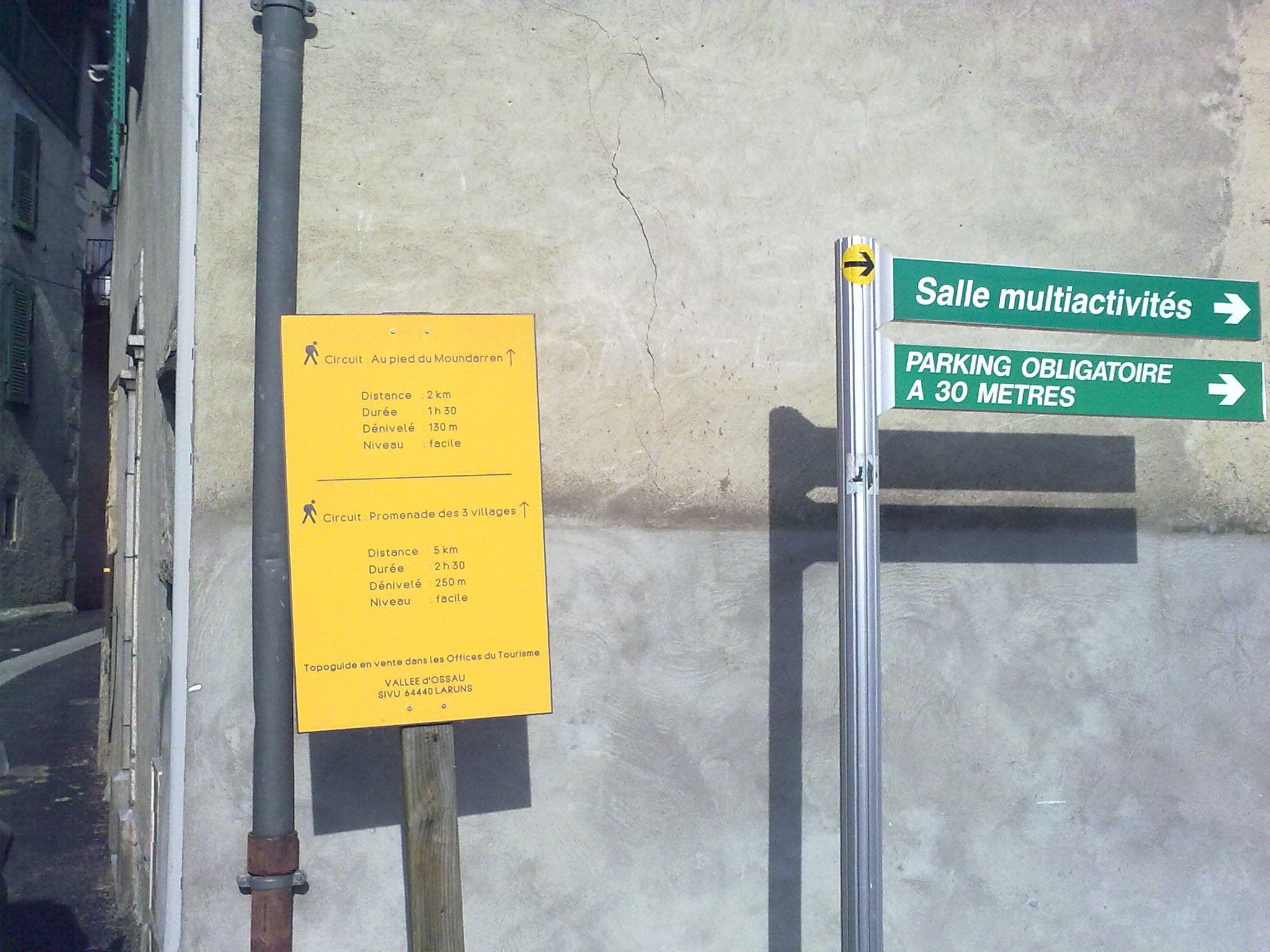
Sentiers depuis Béost.
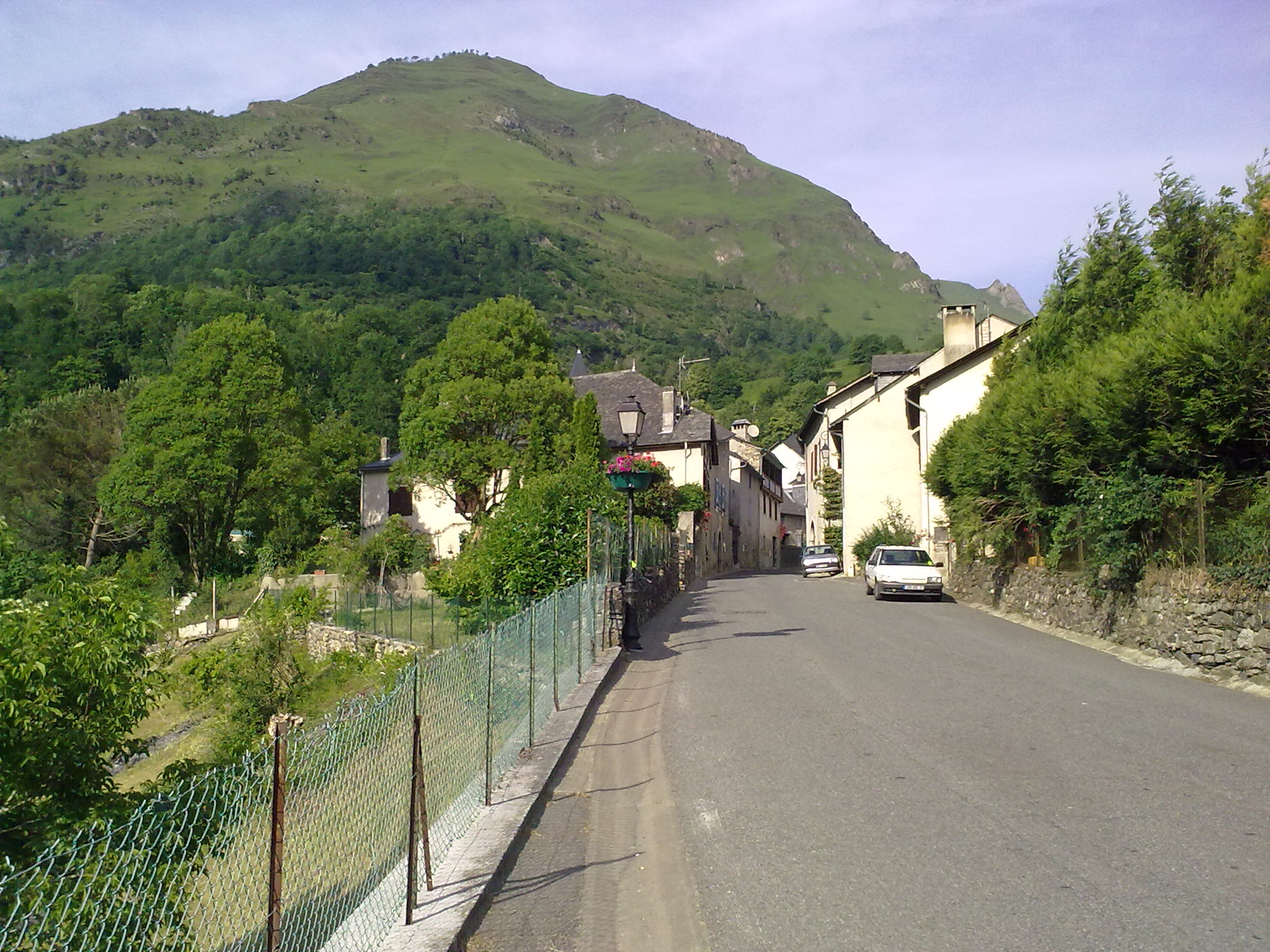
Dans Béost.
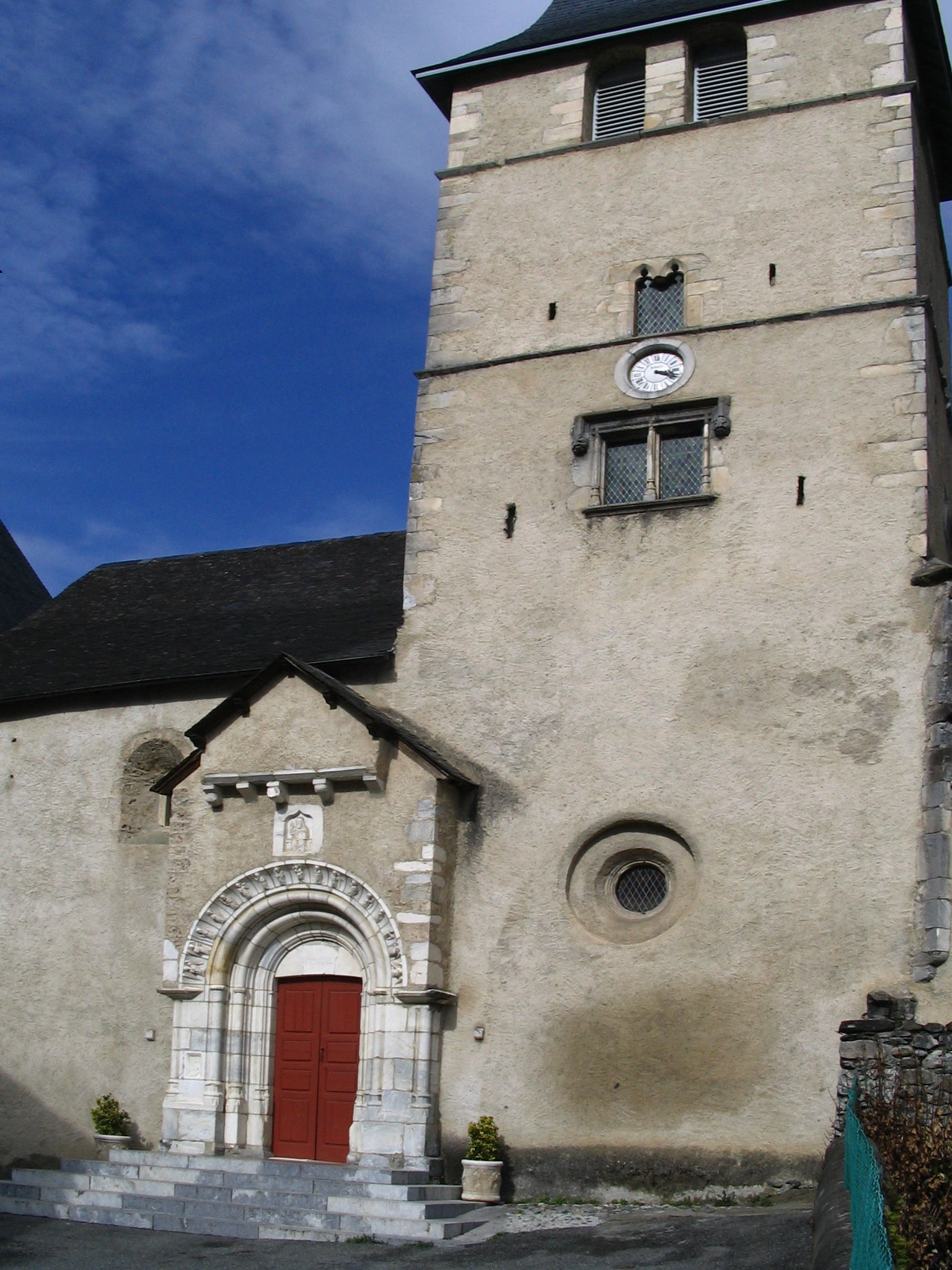
Église Saint-Jacques : façade sur la place du Château.
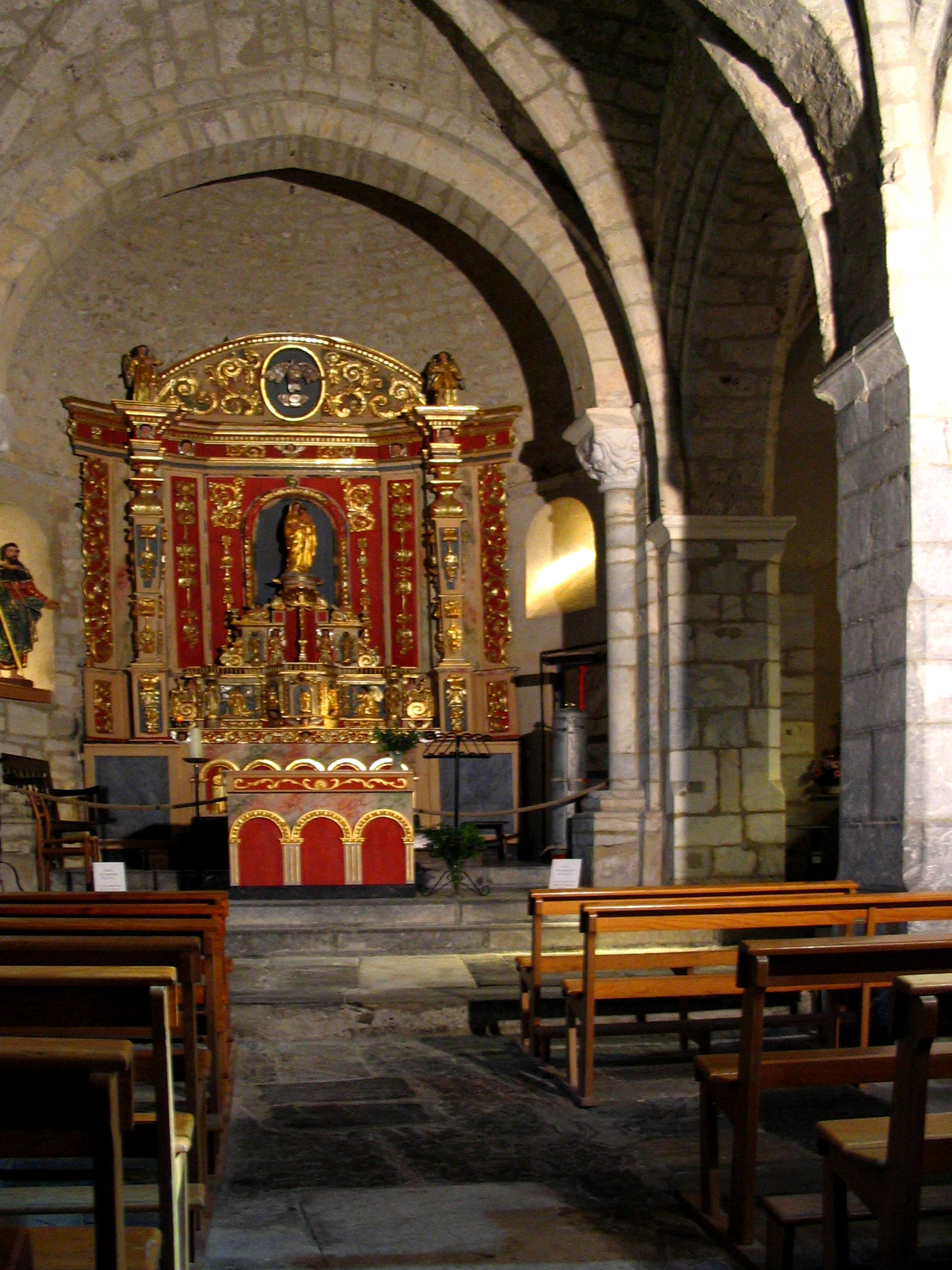
Église Saint-Jacques : intérieur et retable du XVIIIe siècle.
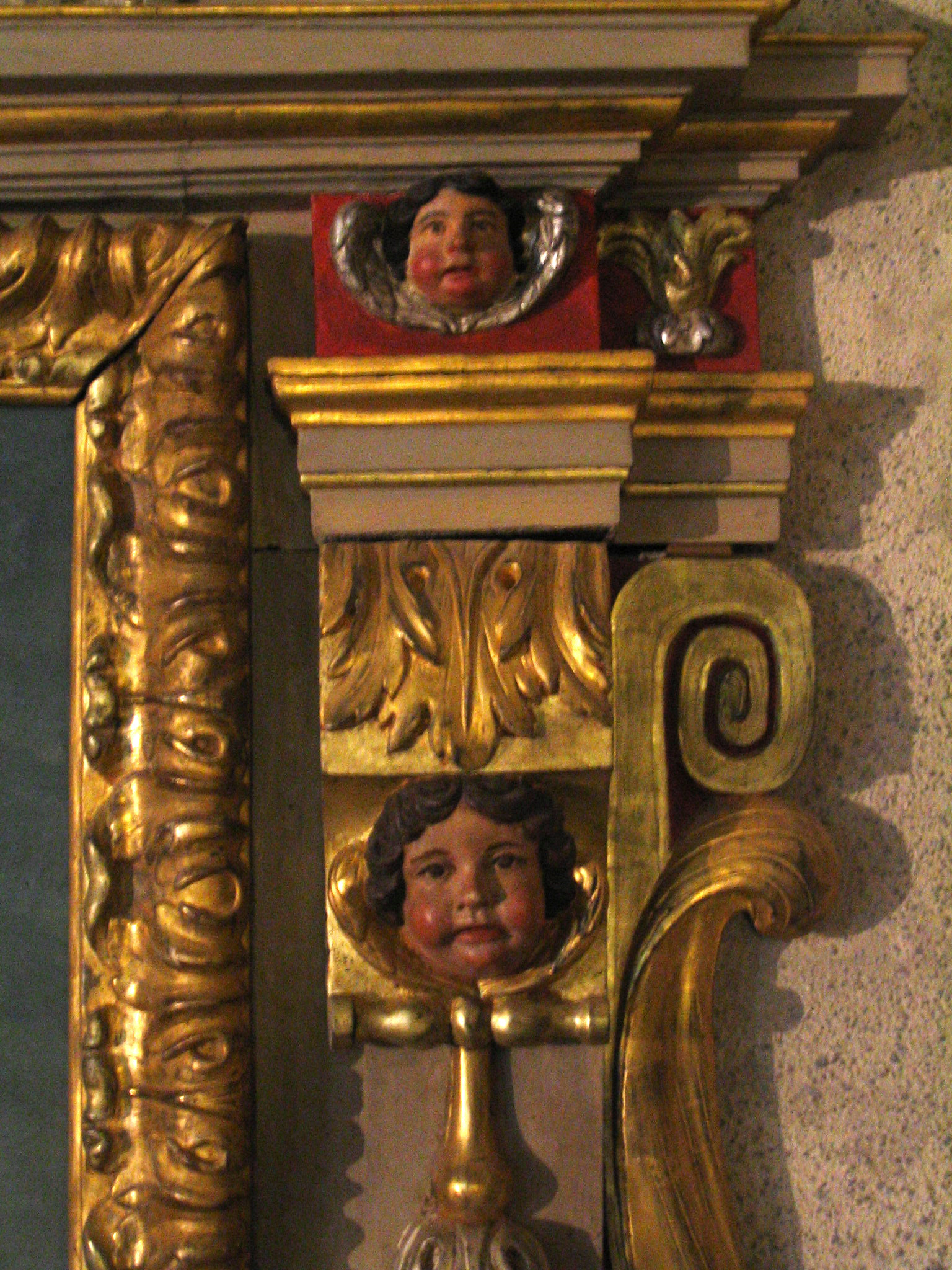
Église Saint-Jacques : détail du retable en bois sculpté.
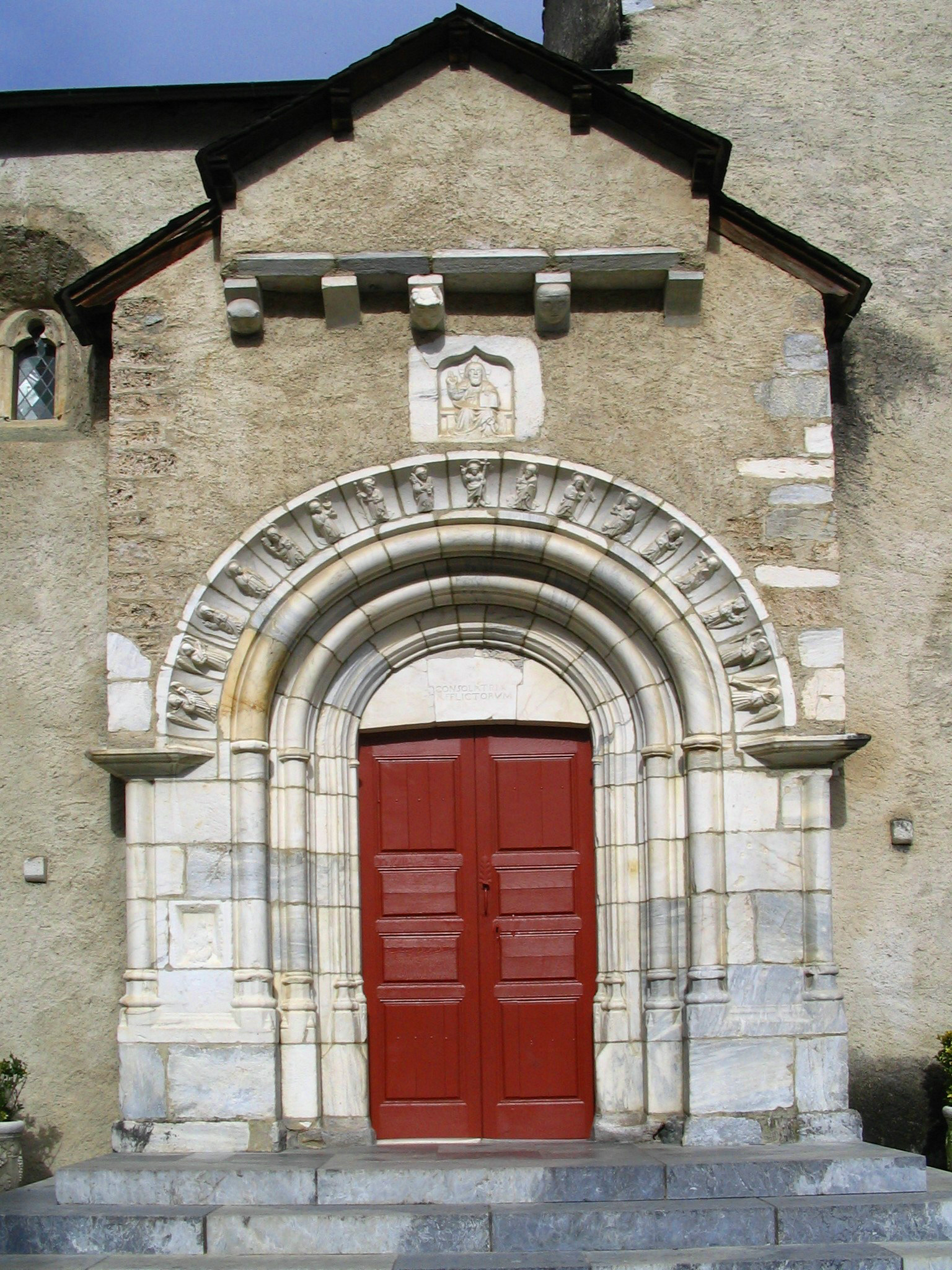
Église Saint-Jacques : deux anges entourant les sculptures des douze évangélistes de son portail de marbre blanc ont perdu leur visage à la Révolution.
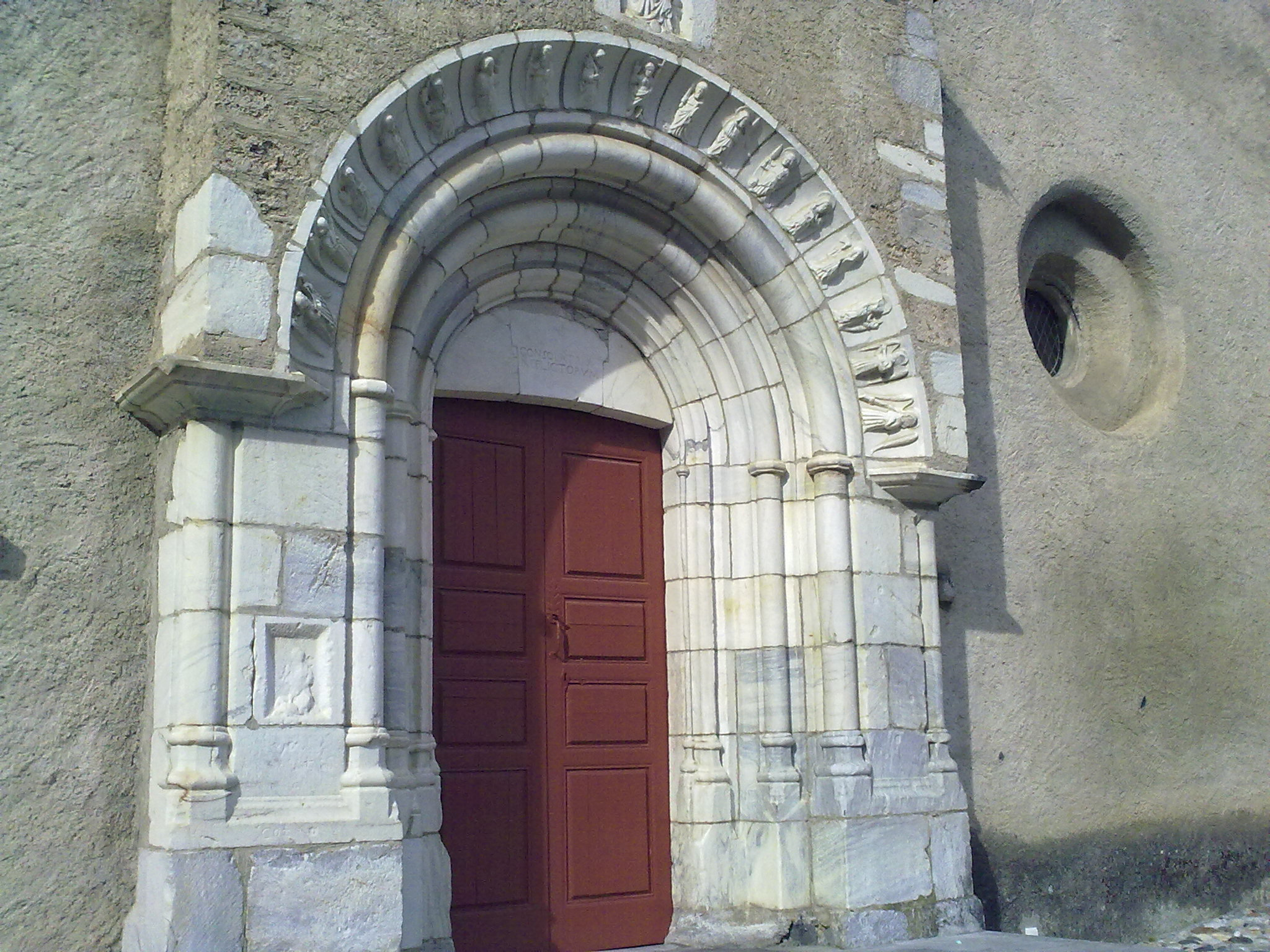
Entrée de l'église de Béost.
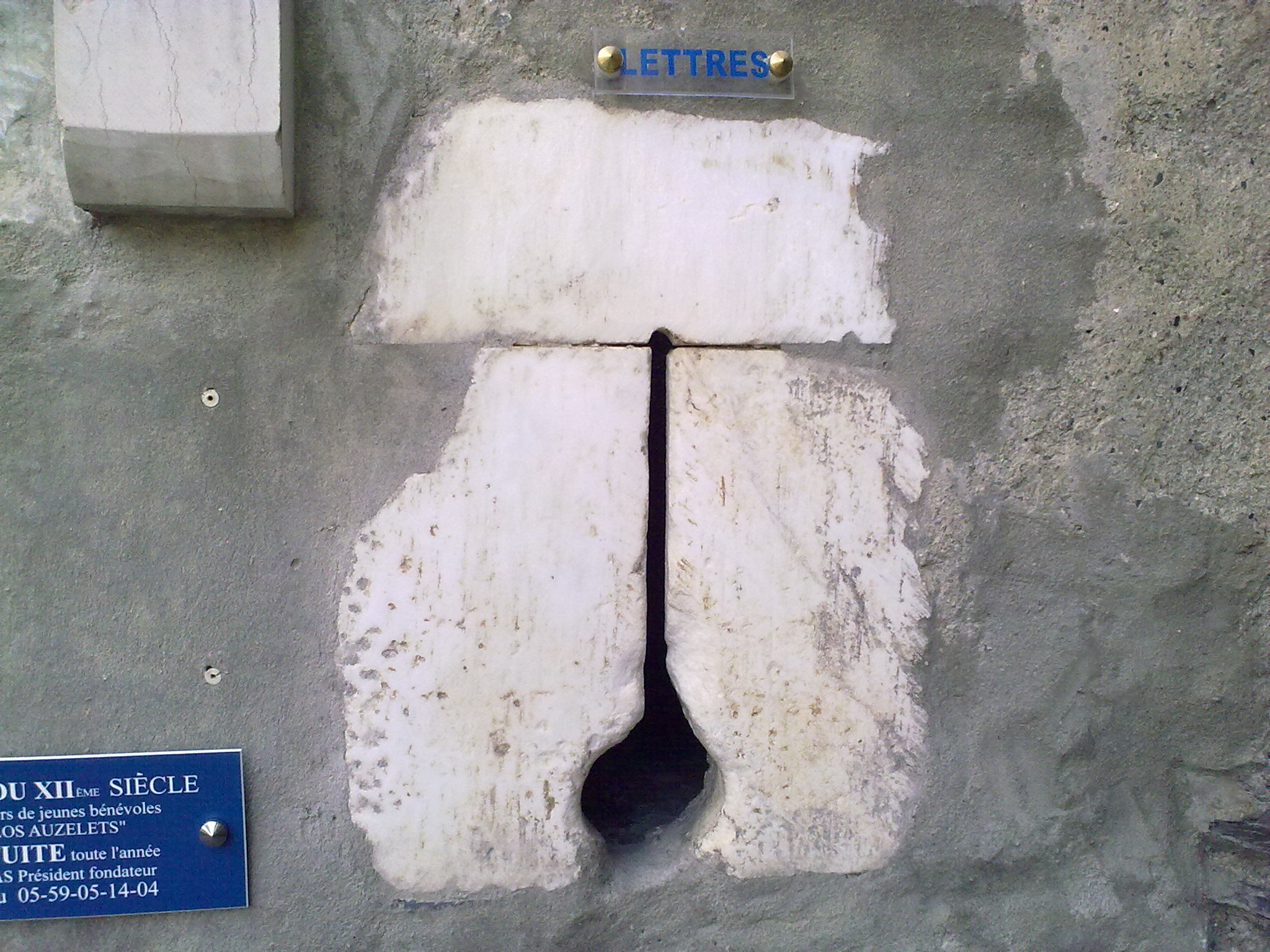
Boite aux lettres de l'abbaye de Béost.

## Pour approfondir